# پرینگلز
پرینگلز (به انگلیسی: Pringles) یک برند چیپس سیب‌زمینی و گندم است که به وسیله شرکت پرکتل اند گمبل تولید می‌شود.
این برند در سال ۲۰۱۲ به شرکت معروف تولیدکننده غلات صبحانه (کلاگ) Kellogg واگذار شد و امروزه در بیش از ۱۴۰ کشور جهان به فروش می‌رسد و درآمدی سالیانه معادل ۱٫۴ میلیارد دلار به همراه دارد.
چیپس سیب‌زمینی پرینگلز اولین بار در اکتبر سال ۱۹۶۸ در ایالات متحده وارد بازار شد و حدود ۷ سال بعد عرضه آن در سطح بین‌المللی شروع شد. حکایت‌های مختلفی دربارهٔ نام پرینگلز شده است که یکی از آنها مربوط به شخصی به نام مارک پرینگلز می‌باشد که در سال ۱۹۳۷ روشی در فراوری سیب زمینی را در آمریکا به ثبت رساند و بعداً توسط شرکت P&G برای بهبود مزه سیب زمینی خشک شده و فراوری شده مورد استفاده قرار گرفت. قصه‌ای دیگر حاکی از آن است که ۲ نفر از کارمندان بخش بازاریابی شرکت P&G در محلی به نام پرینگلز زندگی می‌کردند و چون از نظر آوا پرینگلز با پوتیتو (سیب زمینی) همخوانی داشته پیشنهاد این اسم مطرح گشته است.
داستان به وجود آمدن پرینگلس اینگونه آغاز شد که شرکت P&G تصمیم گرفت تا چیپس‌هایی با کیفیت عالی تولید کند که شکایتهای مصرف‌کنندگان دربارهٔ شکسته و خرد بودن چیپس‌ها، چرب بودن آنها، و کهنه و غیر ترد بودن آنرا را مرتفع سازد. در اواسط دهه ۶۰ میلادی یکی از محققین شرکت بنام الکساندر لیپا توانست مزه مورد نظر را پیدا کند و شکل چیپس نیز که یک شکل هایپربولیک پارابولوید است توسط ژنه ولف که یک مهندس مکانیک و نویسنده رمانهای علمی تخیلی و فانتزی بود طراحی شد.
نکته قابل توجه دربارهٔ چیپس پرینگلز این است که این محصول تنها محتوی ۴۲٪ سیب زمینی است و بقیه آن از موادی چون آرد سیب زمینی، ذرت، برنج و.. تشکیل شده است که با روغن نباتی و امولسیفایر ترکیب شده است. همین موضوع باعث شده است که بقیه تولیدکنندگان چیپس سیب زمینی پرینگلس را محکوم کرده‌اند که اصلاً چیپس نیست و به همین دلیل در سال ۱۹۷۵ شرکت مجبور شد که به جای استفاده از لغت " چیپس " روی بسته‌های خود جمله " چیپس سیب زمینی تهیه شده از سیب زمینی خشک" استفاده کند.
شعار تبلیغاتی پرینگلس "once you pop, you just can’t stop" که به معنی "وقتی بازش کنی دیگه نمیتونی بس کنی" می‌باشد. این چیپس در مزه‌های متعددی به بازار عرضه می‌شود که مزه‌های اصلی آن شامل کلاسیک، نمک و سرکه، خامه ترش و پیاز، پنیر چدار، سس رنچ و سس باربکیو است. بعضی از مزه‌ها فقط در بعضی از بازارها عرضه می‌شوند مثلاً کوکتل میگو، پنیری تند و ادویه‌ای، واسابی (خردل ژاپنی)، بیکن دودی و کاری فقط در بریتانیا و مزه پنیر ماتزارلا با سس مارینرا و فلفل هالوپینو فقط در آمریکا عرضه می‌شوند.

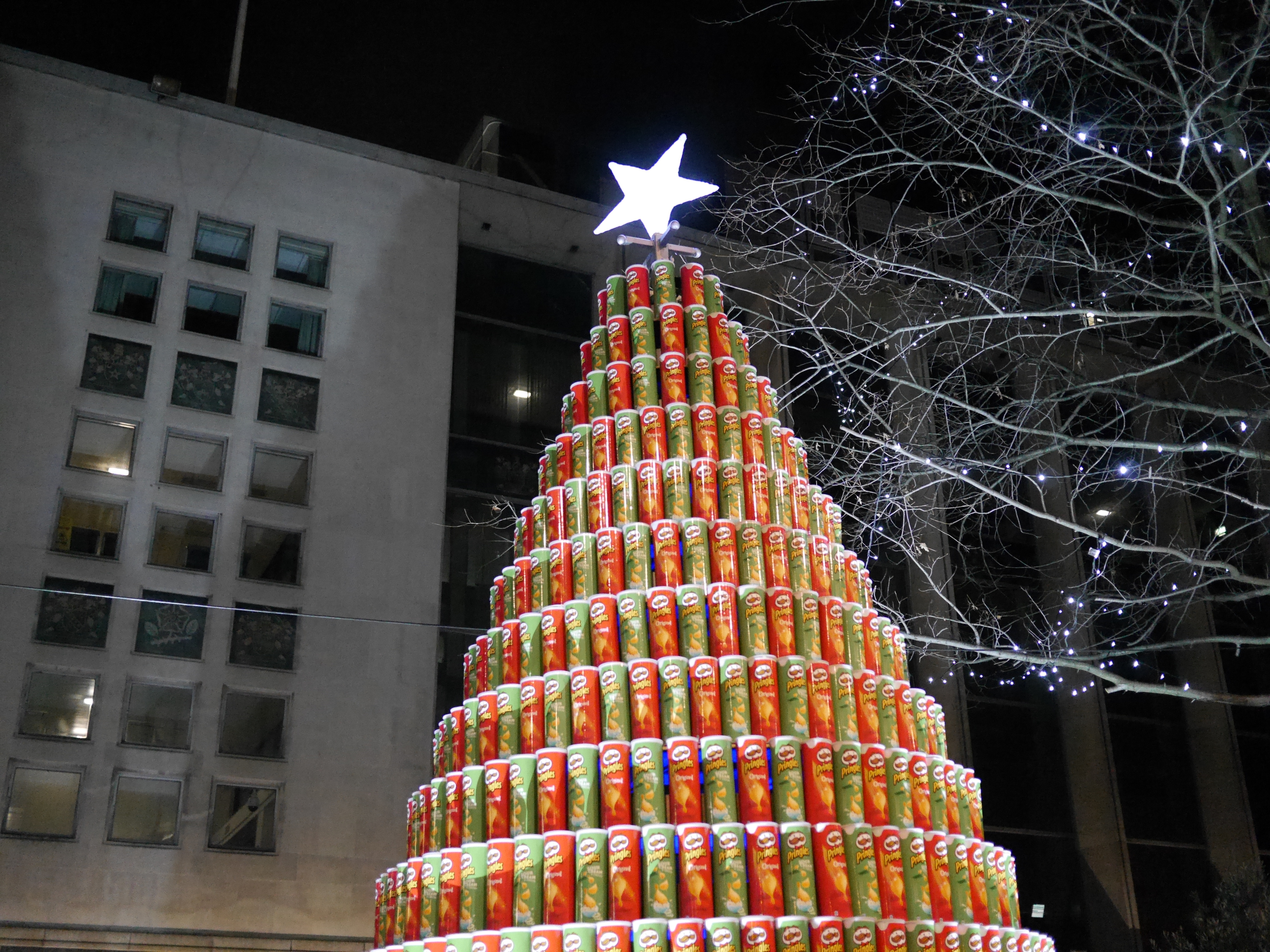
درخت کریسمس پرینگلز در انگلیس، منچستر ۲۰۱۴